# Punkt rozgałęzienia

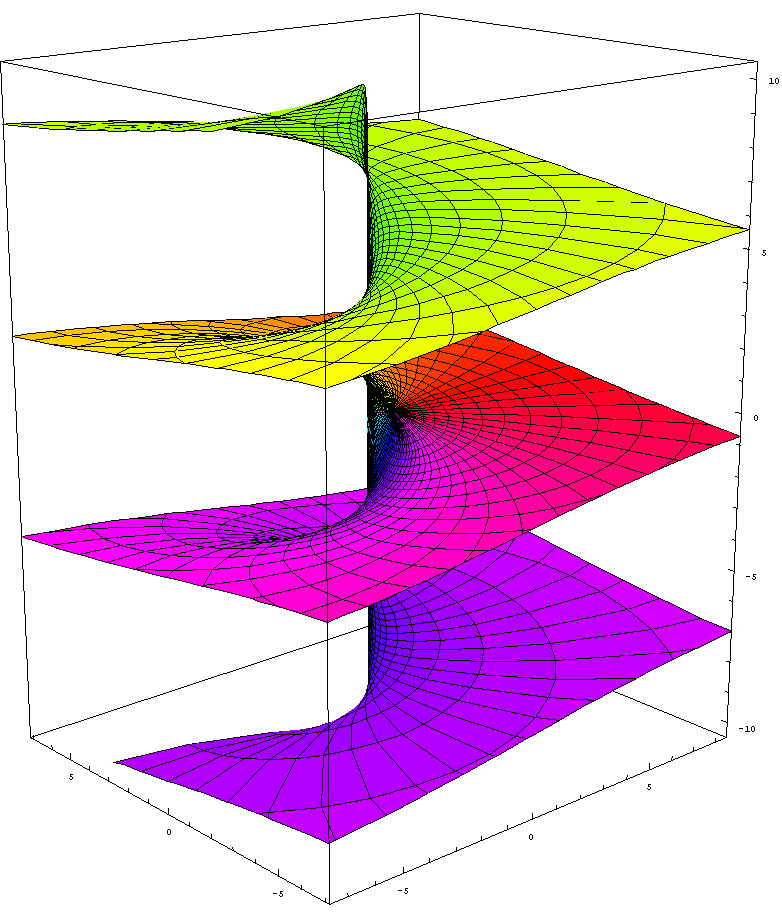
Wykres części urojonej funkcji logarytmicznej. Oś helisy stanowi punkt rozgałęzienia

Punkt rozgałęzienia funkcji analitycznej wieloznacznej {\displaystyle f} to taki punkt {\displaystyle z_{0},} że przedłużając analitycznie tę funkcję dookoła {\displaystyle z_{0}} za pomocą łańcucha kół {\displaystyle K_{0},K_{1},K_{2},\dots K_{n},} takich że:
- każde zawiera {\displaystyle z_{0},}
- każde jest przedłużeniem analitycznym poprzedniego,
- koło {\displaystyle K_{n}} ma część wspólną z {\displaystyle K_{0}} inną niż {\displaystyle \{z_{0}\},}

uzyskamy w kole {\displaystyle K_{n}} funkcję o innych wartościach niż we wspólnej z {\displaystyle K_{n}} części koła {\displaystyle K_{0}.}

## Intuicja
Intuicyjnie, przemieszczając punkt {\displaystyle z} po krzywej zamkniętej dookoła punktu rozgałęzienia {\displaystyle z_{0},} wartości {\displaystyle f(z)} będą się zmieniały w sposób ciągły, jednak na końcu pętli wartość {\displaystyle f(z)} będzie inna, niż wartość w tym samym punkcie na początku pętli.

## Przykład punktu rozgałęzienia
Przykładem jest punkt {\displaystyle z_{0}} dla funkcji {\displaystyle \log(z-z_{0}).}

## Właściwości
Funkcja nie jest holomorficzna w pierścieniu otaczającym punkt rozgałęzienia. Nie można jej zatem w tym pierścieniu rozwinąć w szereg Laurenta. Można natomiast określić jej jednoznaczną gałąź w jednospójnym obszarze niezawierającym punktu rozgałęzienia.